# فونسي نييتو
فونسي نييتو (بالإسبانية: Fonsi Nieto)‏ مواليد 2 ديسمبر 1978 في مدريد، هو متسابق دراجات نارية إسباني. نافس في سباقات بطولة العالم لفئة 250 سي سي ولفئة 125 سي سي ولفئة 50 سي سي. كما شارك في بطولة العالم للسوبربايك وبطولة العالم للموتو جي بي.

## وصلات خارجية
- فونسي نييتو على موقع MotoGP.com (الإنجليزية)
- فونسي نييتو على موقع WorldSBK.com (الإنجليزية)

- الموقع الإلكتروني